# Club Voleibol Melilla 2015-2016
Questa voce raccoglie le informazioni riguardanti il Club Voleibol Melilla nelle competizioni ufficiali della stagione 2015-2016.

## Organigramma societario
Area direttiva
- Presidente: Abdel-Ilak Mohamed
- Vicepresidente: Lucía Buendia

Area tecnica
- Allenatore: Salim Abdelkader
- Allenatore in seconda: Morad Ahmed

Area sanitaria
- Fisioterapista: Patricia López

## Rosa
| N° | Nome                | Ruolo | Data di nascita   | Nazionalità sportiva |
| -- | ------------------- | ----- | ----------------- | -------------------- |
| 1  | Joaquín Lizana      | C     | 5 dicembre 1974   | Spagna               |
| 3  | Roberto Moronta     | P     | 24 dicembre 1986  | Spagna               |
| 4  | Jorge Basualdo      | S     | 18 aprile 1986    | Spagna               |
| 5  | Noé de Mena         | S     | 8 ottobre 1978    | Spagna               |
| 5  | Blagovest Petrov    | S/O   | 2 aprile 1985     | Spagna               |
| 7  | Aitor Canca         | C     | 23 aprile 1987    | Spagna               |
| 8  | Ali Mehamed         | C     | 8 settembre 1990  | Spagna               |
| 9  | Francisco Alcober   | L     | 17 gennaio 1983   | Spagna               |
| 10 | Vicente Monfort     | P     | 5 giugno 1980     | Spagna               |
| 11 | Abdeselam Morabet   | C     | 18 aprile 1981    | Spagna               |
| 12 | Mario Gonçalves     | S     | 18 febbraio 1991  | Brasile              |
| 13 | Hugo Bravo          | S/O   | 8 ottobre 1982    | Colombia             |
| 15 | Faisal Mohamed      | S     | 14 agosto 1994    | Spagna               |
| 16 | Moustapha El Founti | S     | 11 settembre 1995 | Spagna               |
| 17 | Aomar El Ghadef     | P     | 24 luglio 1985    | Spagna               |
| 18 | Mikael Tahiri       | S/O   | 1º aprile 1997    | Spagna               |